# 丽贝卡·里彭
丽贝卡·里彭（英語：Rebecca Rippon，1978年12月26日—），澳大利亚女子水球运动员。她曾代表澳大利亚参加2004年和2008年夏季奥林匹克运动会水球比赛，其中2008年奥运会获得一枚铜牌。